# César Vidal Manzanares
César Vidal Manzanares (ur. 1958) – hiszpański historyk, filozof, pisarz i publicysta, a także działacz społeczny i polityczny na rzecz praw człowieka. 

## Życiorys
Stał na czele zespołu tłumaczącego na język hiszpański Czarną księgę komunizmu. Publikował m.in. w piśmie "La Razón". Dwie jego książki na temat hiszpańskiej wojny domowej zostały bestsellerami. Laureat wielu nagród literackich.

## Publikacje
1987
1. Recuerdos de un testigo de Jehová (1987) Vida.

1989
1. El infierno de las sectas (1989), ISBN 84-271-1588-1
2. Psicología de las sectas (Paulinas, 1989), ISBN 84-285-1346-5

1991
1. Las sectas frente a la Biblia (1991), ISBN 84-285-1410-0

1992
1. Diccionario de patrística (Verbo Divino, 1992), ISBN 84-7151-835-X (wydanie polskie 2001: Pisarze wczesnochrześcijańscy I-VII wiek)

1993
1. Diccionario histórico del Antiguo Egipto (1993), Alianza ISBN 84-206-0635-9
2. El primer Evangelio: El documento Q (Planeta, 1993), ISBN 84-08-00205-8
3. El retorno del ocultismo: Nueva Era y fe cristiana (1993), ISBN 84-285-1523-9
4. Los documentos del Mar Muerto (1993), Alianza ISBN 84-206-9680-3

1994
1. Buda: Vida, Leyenda, Enseñanza (1994), Martínez-Roca ISBN 84-270-1864-9
2. El mito de María (1994) Chick Publications ISBN 09-379-5847-8
3. La sabiduría del Antiguo Egipto (1994), Alianza ISBN 84-206-0705-3
4. Recuerdo Mil Novecientos Treinta y Seis: Una Historia Oral de la Guerra Civil Española (Pruebas Al Canto) (1994), Anaya ISBN 84-7979-032-6
5. La otra cara del Paraíso: la verdad sobre las grandes sectas, Miami

1995
1. Diccionario de Jesús y los Evangelios (1995), Verbo Divino ISBN 84-8169-037-6
2. El Desafío de las Sectas (1995), San Pablo ISBN 84-285-1770-3
3. El judeocristianismo palestino en el siglo I; De Pentecostés a Jamnia Editorial Trotta (1995), ISBN 84-8164-037-9 [Tesis Doctoral UNED]
4. Historias Curiosas Del Ocultismo (1995), Espasa-Calpe ISBN 84-7979-366-X
5. Manuscritos del Mar Muerto (1995), Alianza ISBN 84-206-4664-4
6. Textos para la historia del pueblo judío (1995), Editorial Cátedra ISBN 84-376-1360-4

1996
1. Diccionario de Las Tres Religiones Monoteístas (1996), Alianza ISBN 84-206-0618-9
2. Durruti: La furia libertaria (1996), Temas de Hoy ISBN 84-7880-693-8
3. En Las Raíces De La Nueva Era (1996), Caribe-Betania ISBN 0-89922-575-6
4. José Antonio: La biografía no autorizada (1996), Anaya ISBN 84-350-0690-5
5. La guerra de Franco (1996), Planeta ISBN 84-08-01873-6

1997
1. Como Presentar el Evangelio A los Mormones (1997), CBP ISBN 0-311-13861-6
2. Diccionario de los Papas (1997), Península ISBN 84-8307-478-8
3. El Holocausto (1997), Alianza ISBN 84-206-5644-5
4. El Maestro de la Justicia (1997), Edhasa ISBN 84-350-0623-9
5. El médico del sultán'' (1997), Grijalbo ISBN 950-28-0395-7
6. Enciclopedia de las religiones (1997), Planeta ISBN 84-08-02284-9
7. La destrucción de Guernica: Un balance sesenta años después (1997), Espasa Calpe ISBN 84-239-7746-3
8. La esclava de Cleopatra (1997), Martínez Roca ISBN 84-270-2201-8
9. La ocasión perdida: la Revolución Rusa de 1917: del régimen zarista a los horrores del estalinismo, (1997), Península ISBN 84-8307-686-1
10. Los incubadores de la serpiente: orígenes ideológicos del nazismo, la Segunda Guerra Mundial y el Holocausto (1997), Anaya ISBN 84-7979-420-8
11. Conspiración contra las Sagradas Escrituras (1997), Peniel (con Domingo Fernández)

1998
1. Cuentos del Antiguo Egipto (1998), Martínez Roca ISBN 84-270-2328-6
2. Las Cinco llaves de lo desconocido (1998) Maeva
3. La tercera España (1998), Espasa Calpe ISBN 84-239-7764-1
4. Las Brigadas Internacionales (1998), Espasa Calpe ISBN 84-239-9740-5
5. Los textos que cambiaron la Historia (1998), Planeta ISBN 84-08-02347-0
6. Nuevo diccionario de sectas y ocultismo (1998), Verbo Divino ISBN 84-8169-271-9

1999
1. Breve historia global del siglo XX (1999), Alianza ISBN 84-206-8592-5
2. Diccionario histórico del cristianismo (1999), Verbo Divino ISBN 84-8169-102-X
3. El Caballo que aprendió a volar (1999), Maeva
4. El Emperador Perjuro (1999), Bestselia
5. El Inquisidor Decapitado (1999), Bestselia
6. El Libro Prohibido (1999), Bestselia
7. El Obispo Hereje (1999), Bestselia
8. El Perro de Gudrum (1999), Espasa Calpe ISBN 84-239-9057-5
9. Enciclopedia del 'Quijote' (1999), Planeta ISBN 84-08-03048-5
10. Haway 1898: La historia de la última reina de Haway (1999), Edhasa ISBN 84-239-9124-5
11. La Furia de Dios (1999), Bestselia
12. La leyenda de Al-Qit, (1999) Alfaguara ISBN 84-204-4920-2
13. Los Esenios de Qumran (1999), ISBN 84-305-8909-0

2000
1. Como Presentar el Evangelio A los Testigos de Jehová (2000), CBP ISBN 0-311-13859-4
2. El yugo de los tártaros (2000), Planeta ISBN 84-8314-075-6
3. Enigmas y Secretos de la Inquisición (2000), ISBN 84-08-02284-9
4. La Estrategia de la Conspiración (2000), Ediciones B

2001
1. El violinista del rey animoso (2001) Anaya ISBN 84-667-0298-9
2. Fan y la Reina de los Piratas (2001), Alfaguara ISBN 84-204-6496-1
3. Los exploradores de la Reina y otros aventureros victorianos (2001), Planeta ISBN 84-08-05115-6
4. Te esperaré mil y una noches (2001), Planeta ISBN 84-08-03743-9

2002
1. El poeta que huyó de Al-Ándalus (2002), Ediciones SM ISBN 84-348-8794-0
2. Enigmas históricos al descubierto: de Jesús a |Ben Laden (2002), Planeta ISBN 84-08-05363-9
3. La batalla de los cuatro reyes, (2002) Ediciones SM ISBN 84-348-8780-0
4. La mandrágora de las doce lunas (2002) Ediciones SM ISBN 84-348-8550-6
5. Lincoln (Premio Las Luces de Biografía 2002) Acento Editorial ISBN 84-483-0699-6
6. Los tres días del gladiador (2002), Ediciones SM ISBN 84-348-8621-9
7. Yo, Isabel la Católica (2002), Ediciones y Publicaciones S.L. ISBN 84-95894-33-5
8. El año de la libertad, (2002), Ediciones SM ISBN 84-348-8782-7

2003
1. Bilbao no se rinde (2003), Ediciones SM ISBN 84-348-8783-5
2. Checas de Madrid: Las cárceles republicanas al descubierto (2003), ISBN 84-9793-168-8
3. Fa Nen o Fa Nena (2003) Grup Promotor d´Ensenyament i Difusió Català
4. Nuevos enigmas históricos al descubierto: de Nostradamus a Saddam Hussein (2003), Planeta ISBN 84-08-05293-4
5. OVNIS Cual Es La Verdad? (2003), ISBN 1-56063-178-3
6. Victoria o muerte en Lepanto (2003), Ediciones SM ISBN 84-348-8781-9
7. Pablo Iglesias (2003), ISBN 84-666-0896-6

2004
1. De Isabel a Sofía: Medio milenio de reinas de España (2004), Planeta ISBN 84-08-05265-9
2. El aprendiz de cabalista (2004), Siruela ISBN 84-663-1456-3
3. El testamento del pescador (2004), Martínez Roca ISBN 84-270-3052-5
4. El último tren a Zúrich (2004), Alfaguara ISBN 84-204-6682-4
5. España frente al Islam: de Mahoma a Ben Laden (2004), La Esfera de los Libros ISBN 84-9734-162-7
6. Fernando Botero: La pasión de crea (2004), Mcgraw-Hill Interamerican ISBN 970-10-4486-X
7. Grandes procesos de la Inquisición. Seis relatos prohibidos (2004) Planeta ISBN 84-08-05122-9
8. José Carreras: Un canto a la esperanza (2004), Mcgraw-Hill Interamerican ISBN 970-10-4487-8
9. La dama de la reina Isabel (2004) Alfaguara ISBN 84-204-0150-1
10. La luz del día final (2004) Luis Vives ISBN 84-263-5222-7
11. Memoria de la Guerra Civil Española: Partes nacionales y republicanos (2004) Belacqua ISBN 84-96326-10-1
12. Miguel de Cervantes: El soldado escritor (2004), Mcgraw-Hill Interamerican ISBN 970-10-4490-8
13. Pluma gris y el gran perro (2004), Mcgraw-Hill Interamerican ISBN 970-10-4505-X
14. Primavera en el Camino de las Lágrimas (2004), Edebe ISBN 84-236-6871-1

2005
1. Bienvenidos a La Linterna: La historia nos ilumina la actualidad (2005), Planeta ISBN 84-08-06008-2
2. Diccionario secreto del 'Quijote' (2005), Planeta ISBN 84-08-05975-0
3. Dilaf el Sabio, (2005) Anaya ISBN 84-207-7490-1
4. Dilaf y la princesa,(2005) Anaya ISBN 84-207-8463-X
5. El Documento Q (2005), Planeta, ISBN 84-08-06326-X
6. El Maestro De Scherezade (2005), Ediciones SM, ISBN 84-675-0497-8
7. El médico de Sefarad (2005), Grijalbo ISBN 950-28-0369-8
8. El Talmud, (2005) Alianza ISBN 84-206-3786-6
9. El talón de Aquiles (2005) Martínez Roca ISBN 84-270-3186-6
10. El tributo de los elfos, (2005) Anaya ISBN 84-667-1747-1
11. El último ajusticiado y otras historias de la inquisición (2005), Belacqua ISBN 84-96326-50-0
12. El viento de los dioses, (2005) Martínez Roca ISBN 84-270-3116-5
13. Las alforjas del cuentacuentos (2005) Libroslibres ISBN 84-96088-41-3
14. Los evangelios gnósticos (2005) Edaf ISBN 84-414-1597-8
15. Los hijos de la luz (2005) Plaza & Janes ISBN 84-01-33458-6
16. Los masones: la historia de la sociedad secreta más poderosa (2005), Planeta ISBN 84-08-05699-9
17. Paracuellos-Katyn: Un ensayo sobre el genocidio de la izquierda (2005), Libroslibres ISBN 84-96088-32-4

2006
1. Artorius (2006), Grijalbo
2. Camino del sur (2006), Martínez Roca
3. Corría el año... los mejores editoriales de La Linterna (2006), Planeta
4. El Fuego del Cielo (2006) Martínez Roca, ISBN 84-270-3238-2
5. El legado del cristianismo en la cultura occidental: Los desafíos del siglo XXI (2006) Espasa Calpe ISBN 84-670-1951-4
6. El talón de Aquiles (2006), Martínez Roca
7. España Frente a los Judíos: Sefarad: Del Profeta Jonas a la Expul Sion (2006), La Esfera de los Libros, ISBN 84-9734-360-3
8. Jesús y los Manuscritos del Mar Muerto (2006), Planeta, ISBN 84-08-06528-9
9. La guerra que ganó Franco (2006), Planeta, ISBN 84-08-06768-0
10. Mentiras de la historia... de uso común (2006), La esfera de los libros

2007
1. Cambiaron la historia (2007), Planeta
2. César Vidal responde (2007), La esfera de los libros
3. El camino hacia la cultura (2007), Planeta
4. El escriba del faraón (2007), Martinez Roca
5. El hijo del hombre (2007), Suma de letras
6. Jesús y Judas (2007), Planeta
7. La noche de la tempestad. Maldito sea el que mueva mis huesos (2007), Grijalbo